# Tinodes marae
Tinodes marae är en nattsländeart som beskrevs av De Pietro 2000. Tinodes marae ingår i släktet Tinodes och familjen tunnelnattsländor. Inga underarter finns listade i Catalogue of Life.